# 李纲祠堂
李纲祠堂，位于中国福建省邵武市李纲路，为一个省级文物保护单位，类型为古建筑及历史纪念建筑物，为第三批福建省文物保护单位，公布时间为1991年4月17日。
李纲祠堂建於清朝。